# Tamagoccsi
A tamagoccsi (tamagocsi, tamagotchi) (japánul: たまごっち; IPA: tamaɡotꜜtɕi, jelentése: "tojás-óra") egy hordozható kisállat-szimulátor (digital pet), amelyet Akihiro Yokoi és Aki Maita készítettek. A játékot a Bandai adta ki. Japánban 1996. november 23-án, a világ többi részén pedig 1997. május 1-jén jelent meg. A tamagoccsi a kilencvenes/kétezres évek egyik legnagyobb trendjének számított. Világszerte több mint 83 millió példányban kelt el. 
A Bandai szerint a tamagoccsi név két japán szó keresztezése: たまご (tojás) és ウオッチ (karóra).

## Története
A tamagoccsi kitalálója Aki Maita, készítője pedig Akihiro Yokoi. Mind a ketten elnyerték az 1997-es Ignobel-díjat.  A tamagoccsi egy kulcstartó méretű virtuális kisállat-szimulációs játék. A karakterek kicsi, színes lények, egyszerű dizájnnal. 2004-ben új tamagoccsijátékok jelentek meg, új dizájnnal és némileg eltérő játékmenettel.  A történet azonban ugyanaz maradt: a tamagoccsi egy idegen faj, amely elküldött egy tojást a Földre, hogy megtudja, milyen a földi élet. Most a játékosnak kell felnevelnie a tojást egy felnőtt lénnyé.
A lény több növekedési szakaszon megy keresztül, és a játékostól függően különféle módon fejlődik. Ha a játékos többet foglalkozik vele, a lény okosabb és boldogabb lesz, és kevesebbet kell vele foglalkozni. A játékmenet kiadásonként eltérhet.
A Bandai eredetileg kizárólagosan tinilányok számára tervezte a tamagoccsit. A Bandai és a WiZ később elkészítették a Digital Monstert, amely a tamagoccsi férfi megfelelője volt, és a Digimon-franchise előfutára.

## Kritikák
A kilencvenes években a gyerekek folyamatosan elvitték az iskolába is a tamagoccsit, ugyanis az első két kiadásban (Generation 1, Generation 2) a karakter alig fél nap alatt meghalhat, ha nem törődnek vele. A tanárok elmondták, hogy ez csak megzavarja az órát és az iskolai feladatokat, emiatt több iskola is betiltotta a terméket. Ha a tamagoccsi meghalt, a gyerekek rendkívül érzékenyek lettek tőle; a tinédzserek elvitték a temetőbe, hogy eltemessék a "kedvencüket", illetve egy tinédzser lány öngyilkos lett, miután a szülei büntetésül elvették tőle a tamagoccsit, melynek következtében az elpusztult.